# Cicindela debilis
Cicindela debilis är en skalbaggsart som beskrevs av Bates 1890. Cicindela debilis ingår i släktet Cicindela och familjen jordlöpare. Inga underarter finns listade i Catalogue of Life.